# Mont Rider
Mont Rider är ett berg i Kanada.   Det ligger i provinsen Québec, i den sydöstra delen av landet, 400 km öster om huvudstaden Ottawa. Toppen på Mont Rider är 658 meter över havet, eller 90 meter över den omgivande terrängen. Bredden vid basen är 3,6 km.
Terrängen runt Mont Rider är varierad.Runt Mont Rider är det mycket glesbefolkat, med 3 invånare per kvadratkilometer.. Närmaste större samhälle är Lac-Mégantic, 9,6 km nordväst om Mont Rider. 
I omgivningarna runt Mont Rider växer i huvudsak blandskog.